# 김장환 (배우)
김장환(1982년 2월 10일~)은 대한민국의 배우이다.

## 학력
- 단국대학교 방송영상과 학사

## 출연작

### 드라마
- 2021년 JTBC 윌화드라마 《한 사람만》
- 2021년 MBC 일일연속극 《두 번째 남편》
- 2022년 JTBC 수목드라마 《서른, 아홉》
- 2022년 MBC 일일연속극 《비밀의 집》
- 2022년 MBC 주말 특별기획 드라마 《지금부터, 쇼타임!》
- 2022년 tvN 토일드라마 《스물다섯 스물하나》
- 2022년 tvN 월화드라마 《멘탈코치 제갈길》
- 2022년 tvN 월화드라마 《군검사 도베르만》
- 2022년 JTBC 수목드라마 《그린마더스 클럽》
- 2022년 SBS 금토드라마 《천원짜리 변호사》
- 2022년 JTBC 금토일드라마 《재벌집 막내아들》
- 2022년 tvN 토일드라마 《작은 아씨들》
- 2022년 ENA 수목드라마 《사장님을 잠금해제》
- 2022년 KBS1 일일연속극 《내 눈의 콩깍지》
- 2022년 MBC 일일연속극 《마녀의 게임》
- 2023년 JTBC 수목드라마 《나쁜 엄마》
- 2023년 SBS 금토드라마 《낭만닥터 김사부 3》
- 2023년 KBS2 월화드라마 《어쩌다 마주친, 그대》

### 라디오
- 2023년 OBS 라디오 《퇴근길 프리덤》 - 진행